# Maurizio I, Elettore di Sassonia
Maurizio di Sassonia (Freiberg, 21 marzo 1521 – Lehrte, 11 luglio 1553) fu duca di Sassonia e successivamente principe elettore di Sassonia.
La sua intelligente politica di alleanze accrebbe la linea albertina dei Wettin, guadagnandosi la dignità elettorale.

## Biografia

### 1521-1541: infanzia e giovinezza
Maurizio I, Elettore di Sassonia nacque a Freiberg il 21 marzo 1521 ed era il quarto figlio ma il primo ad essere sopravvissuto del duca cattolico Enrico IV di Sassonia e della protestante Caterina di Meclemburgo.
Nel dicembre del 1532, Maurizio – all'età di 11 anni – andò a vivere al castello del proprio padrino, Alberto di Brandeburgo, cardinale arcivescovo di Magdeburgo e Magonza. Per due anni visse alla corte cardinalizia finché lo zio, il duca Giorgio di Sassonia, richiese il suo ritorno in madrepatria affinché potesse ricevere un'istruzione cattolica per poter succedere un giorno al padre. Enrico nel 1536 si convertì alla fede protestante e quando salì al trono alla morte del fratello Giorgio, nel 1539, fece aderire l'intero ducato alla confessione riformata. Enrico e Caterina si erano personalmente preoccupati dell'educazione del figlio e, a 18 anni, era stato inviato dal cugino Giovanni Federico I, che risiedeva a Torgau e che non provava particolare simpatia per Maurizio; Con un altro cugino, invece, il langravio Filippo I d'Assia, che conobbe a Dresda, mantenne ottimi contatti e coltivò una fedele amicizia.
Quando Maurizio raggiunse la maggiore età, nel 1539, i suoi genitori iniziarono a cercargli moglie. La favorita era la figlia maggiore di Filippo, Agnese. Il matrimonio, comunque, fallì a causa del doppio matrimonio illegale dei langravi. All'insaputa dei genitori Maurizio e Agnese si sposarono. Il matrimonio, particolarmente disapprovato dalla madre, venne celebrato a Marburgo il 9 gennaio 1541.

### 1541-1548: Il feudo di Wurzener e la Guerra di Smalcalda
Il 18 agosto 1541 il Duca Enrico morì e Maurizio, come figlio primogenito, gli succedette come Duca di Sassonia e capo della linea albertina. Sostituì molti dei suoi consiglieri perché erano contrari al suo matrimonio. Georgio di Carlowitz, uno dei nuovi confidenti del Duca, consigliò a Maurizio (di modo da prevenire una guerra con l'imperatore Carlo V e con suo fratello Ferdinando, allo stesso tempo Re dei Romani e suo confinante come Re di Boemia) di non promuovere ulteriormente il protestantesimo.
Egli perciò decise di prendere parte agli scontri tra le armate imperiali e quelle turche di Solimano il Magnifico, Sultano dell'Impero Ottomano, (1542), contro Guglielmo di Jülich-Kleve-Berg (1543) e contro il Re Francesco I di Francia (1544). D'altro canto il Duca confiscò le proprietà della Chiesa cattolica impossessandosi di un'enorme fortuna. Parte dei proventi degli espropri furono donati dalle Scuole del Principe (Fürstenschulen) a Pforta, Meißen e Grimma. Le basi legali del provvedimento furono stabilite con il "Nuovo Ordine Nazionale" (Neue Landesordnung) dal 1543.
Successivamente, Maurizio, si rifiutò di far parte della Lega di Smalcalda guidata dai protestanti, anche se il Langravio Filippo d'Assia, suo amico e suocero, era uno dei capi della lega. La causa principale del suo rifiuto fu la sua opposizione alla linea ernestina, guidata da Giovanni Federico I a cui il Sacro Romano Impero aveva promesso l'elettorato sassone, ora nelle mani di Giovanni Federico. Nella settimana santa del 1542, avvenne tra i due il processo per il feudo di Wurzener (Wurzener Fehde), dato che erano vicini ad una guerra di famiglia, perché Giovanni Federico I aveva occupato e amministrava liberamente la regione di Wurzener. Le controversie si erano anche originate dalla politica fiscale in questa zona. L'intervento del langravio Filippo d'Assia e di Martin Lutero prevenne la guerra.
A causa della strenua opposizione mossa da Giovanni Federico I ad accogliere la Chiesa evangelica imposta dall'Imperatore Carlo V, il 20 luglio 1546, in accordo con la politica imperiale venne emanato un bando imperiale (Reichsacht) contro di lui, fatto che legittimò Maurizio a prendere possesso del feudo di Wurzener. Attraverso queste dimostrazioni di forza, l'imperatore voleva evitare una futura propagazione del protestantesimo in Europa.
Dopo iniziali successi, il Duca si alleò con l'imperatore per sconfiggere la Lega di Smalcalda con le sue armate invase la Boemia. Nel momento cruciale, la Battaglia di Mühlberg, presso l'Elba, l'Imperatore e suo fratello Ferdinando, con l'aiuto di Maurizio poterono sconfiggere la Lega di Smalcalda catturando il langravio Filippo e Giovanni Federico I. In accordo con le cronache dell'epoca, tutto ciò avvenne in un solo giorno, il 24 aprile 1547. Nella speranza di sfuggire alla decapitazione, Giovanni Federico consegnò Wittenberg nelle mani di Maurizio; con questo, egli ricevette la dignità elettorale e nuove terre. Il Duca Maurizio di Sassonia lasciò il campo di battaglia il 4 giugno 1547 e prese possesso dell'Elettorato. La nomina ufficiale ebbe effetto, ma solo più tardi ed a caro prezzo: egli aveva accolto la chiesa evangelista ed aveva posto il proprio suocero, Filippo d'Assia, in una situazione che non gli offriva prospettive. Maurizio gli assicurò che avrebbe potuto evitare di essere visto come un traditore, solo se si fosse arreso all'Imperatore. In ogni caso, Filippo venne fatto prigioniero ed esiliato, pur dopo essersi gettato alle ginocchia di Carlo V.

### 1548-1553: La Dieta di Augusta e la Pace di Passavia
Maurizio, dopo questi avvenimenti, insultò i propri compatrioti con l'appellativo di "Giuda", elemento che fu disapprovato anche dall'imperatore (dal momento che ora Carlo V tentava di reintrodurre il cattolicesimo nei territori protestanti dell'impero), e protestò anche per la continua prigionia del suocero, il Langravio Filippo, malgrado la sua libertà fosse stata garantita da Carlo V. Maurizio espose questi fatti alla Dieta di Augusta il 25 febbraio 1548, dove avvenne la formalizzazione dei possedimenti di Maurizio nell'Elettorato di Sassonia.
Ricevuto l'ordine di catturare i ribelli luterani nella città di Magdeburgo (1550), Maurizio colse l'occasione per rivolgersi contro Carlo V con altri principi protestanti.
Nel Trattato di Chambord siglato con il re francese Enrico II nel gennaio 1552, Maurizio promise al re denaro e armi per una campagna contro Carlo V. Come ricompensa, Enrico avrebbe dovuto cedere quattro città imperiali conquistate (Metz, Toul, Verdun e Cambrai) con le loro diocesi, anche se Maurizio non aveva i diritti per ottenerle.
Nel marzo 1552 i ribelli giunsero nel sud della Germania, sfociando in Austria, forzando l'imperatore ad arrendersi ed a rilasciare Filippo d'Assia. Mentre Enrico di Francia attraversò il Reno ed occupò le terre imperiali promesse a Maurizio, l'imperatore, preso alla sprovvista, si spostò a Villaco. In vista di questi successi, Maurizio lasciò l'alleanza con Enrico II e negozio un trattato con il fratello di Carlo, il re Ferdinando I, a cui Carlo V aderì volontariamente. Con la Pace di Passavia, firmata nell'agosto del 1552, la posizione dei luterani venne momentaneamente garantita. Come contratto della pace vi era anche il rilascio effettivo di Giovanni Federico I di Sassonia e del langravio Filippo d'Assia. La guerra terminò nel 1556 con Ferdinando I; le città imperiali rimasero un possesso francese.
Quando Maurizio tornò in Sassonia, protestanti e cattolici erano trattati con egual rispetto. Inoltre questo era stato promosso da diverse lettere dell'imperatore al fine di conservare la pace; poco dopo, ricominciò la guerra contro gli ottomani in Ungheria. Il margravio Alberto Alcibiade di Brandeburgo-Kulmbach (che rifiutò l'armistizio di Passavia) conquistò velocemente le diocesi di Würzburg e di Bamberga -che rimasero sotto il suo controllo per undici anni sebbene fossero formalmente proprietà di Giovanni Federico I-, e la città imperiale di Norimberga. Questo fu l'inizio della Seconda guerra dei margravi, che si concluse con la Pace di Augusta del 1555.

### Gli ultimi anni
Alberto Alcibiade era formalmente un alleato di Maurizio, che aveva combattuto al suo fianco nella Guerra Scamalcadica. Ma ora Maurizio incentrò le proprie alleanze su Ferdinando I che lo spinse a combattere proprio contro Alberto Alicibiade. Il 9 luglio 1553 la battaglia di Sievershausen si svolse a Lehrte. Maurizio vinse la battaglia, ma venne colpito da una pallottola all'addome, e morì due giorni dopo sul campo di battaglia. Venne sepolto nella cattedrale di Freiberg. Nel 1853, 300 anni dopo la battaglia, il luogo della sua morte venne commemorato da un monumento costituito da 7,5 tonnellate di pesante granito proveniente dalla sua patria, la Sassonia.
Dal momento che Maurizio morì senza eredi maschi sopravvissutigli, il fratello Augusto gli succedette come Elettore. Egli si stabilì a Dresda, poco dopo la morte di Maurizio, e il monumento funebre di Maurizio (Moritzmonument), divenne il primo monumento storico nazionale della Sassonia.

## Ascendenza
|                                           |                                         |                                           | Genitori                                                 |  |  | Nonni |  |  | Bisnonni                                   |  |  | Trisnonni                                 |  |
|                                           |                                         |                                           |                                                          |  |  |       |  |  | Federico II, principe elettore di Sassonia |  |  | Federico I, principe elettore di Sassonia |  |
|                                           |                                         |                                           |                                                          |  |  |       |  |  | Federico II, principe elettore di Sassonia |  |  | Federico I, principe elettore di Sassonia |  |
|                                           |                                         | Caterina di Brunswick-Lüneburg            |                                                          |  |  |       |  |  | Federico II, principe elettore di Sassonia |  |  |                                           |  |
| Alberto III, duca di Sassonia             |                                         |                                           |                                                          |  |  |       |  |  | Federico II, principe elettore di Sassonia |  |  |                                           |  |
|                                           |                                         | Margherita d'Asburgo                      | Ernesto I d'Asburgo, duca di Stiria, Carinzia e Carniola |  |  |       |  |  |                                            |  |  |                                           |  |
|                                           |                                         | Margherita d'Asburgo                      | Ernesto I d'Asburgo, duca di Stiria, Carinzia e Carniola |  |  |       |  |  |                                            |  |  |                                           |  |
|                                           |                                         | Margherita d'Asburgo                      | Cimburga di Masovia                                      |  |  |       |  |  |                                            |  |  |                                           |  |
| Enrico IV, duca di Sassonia               |                                         | Margherita d'Asburgo                      |                                                          |  |  |       |  |  |                                            |  |  |                                           |  |
|                                           |                                         | Giorgio, re di Boemia                     | Vittorino I di Poděbrady                                 |  |  |       |  |  |                                            |  |  |                                           |  |
|                                           |                                         | Giorgio, re di Boemia                     | Vittorino I di Poděbrady                                 |  |  |       |  |  |                                            |  |  |                                           |  |
|                                           |                                         | Giorgio, re di Boemia                     | Anna di Wartenberg                                       |  |  |       |  |  |                                            |  |  |                                           |  |
| Sidonia di Boemia                         |                                         | Giorgio, re di Boemia                     |                                                          |  |  |       |  |  |                                            |  |  |                                           |  |
|                                           |                                         | Cunegonda di Sternberg                    | Smilo di Sternberg                                       |  |  |       |  |  |                                            |  |  |                                           |  |
|                                           |                                         | Cunegonda di Sternberg                    | Smilo di Sternberg                                       |  |  |       |  |  |                                            |  |  |                                           |  |
|                                           |                                         | Cunegonda di Sternberg                    | Barbara di Pardubice                                     |  |  |       |  |  |                                            |  |  |                                           |  |
| Maurizio I, principe elettore di Sassonia |                                         | Cunegonda di Sternberg                    |                                                          |  |  |       |  |  |                                            |  |  |                                           |  |
|                                           | Enrico IV, duca di Meclemburgo-Schwerin | Giovanni IV, duca di Meclemburgo-Schwerin |                                                          |  |  |       |  |  |                                            |  |  |                                           |  |
|                                           | Enrico IV, duca di Meclemburgo-Schwerin | Giovanni IV, duca di Meclemburgo-Schwerin |                                                          |  |  |       |  |  |                                            |  |  |                                           |  |
|                                           | Enrico IV, duca di Meclemburgo-Schwerin | Caterina di Sassonia-Lauenburg            |                                                          |  |  |       |  |  |                                            |  |  |                                           |  |
| Magnus II, duca di Meclemburgo-Schwerin   | Enrico IV, duca di Meclemburgo-Schwerin |                                           |                                                          |  |  |       |  |  |                                            |  |  |                                           |  |
|                                           |                                         | Dorotea di Brandeburgo                    | Federico I, principe elettore di Brandeburgo             |  |  |       |  |  |                                            |  |  |                                           |  |
|                                           |                                         | Dorotea di Brandeburgo                    | Federico I, principe elettore di Brandeburgo             |  |  |       |  |  |                                            |  |  |                                           |  |
|                                           |                                         | Dorotea di Brandeburgo                    | Elisabetta di Baviera-Landshut                           |  |  |       |  |  |                                            |  |  |                                           |  |
| Caterina di Meclemburgo-Schwerin          |                                         | Dorotea di Brandeburgo                    |                                                          |  |  |       |  |  |                                            |  |  |                                           |  |
|                                           |                                         | Eric II, duca di Pomerania-Wolgast        | Vartislao IX, duca di Pomerania-Wolgast                  |  |  |       |  |  |                                            |  |  |                                           |  |
|                                           |                                         | Eric II, duca di Pomerania-Wolgast        | Vartislao IX, duca di Pomerania-Wolgast                  |  |  |       |  |  |                                            |  |  |                                           |  |
|                                           |                                         | Eric II, duca di Pomerania-Wolgast        | Sofia di Sassonia-Lauenburg                              |  |  |       |  |  |                                            |  |  |                                           |  |
| Sofia di Pomerania-Wolgast                |                                         | Eric II, duca di Pomerania-Wolgast        |                                                          |  |  |       |  |  |                                            |  |  |                                           |  |
|                                           |                                         | Sofia di Pomerania-Stolp                  | Boghislao IX, duca di Pomerania-Stolp                    |  |  |       |  |  |                                            |  |  |                                           |  |
|                                           |                                         | Sofia di Pomerania-Stolp                  | Boghislao IX, duca di Pomerania-Stolp                    |  |  |       |  |  |                                            |  |  |                                           |  |
|                                           |                                         | Sofia di Pomerania-Stolp                  | Maria di Masovia                                         |  |  |       |  |  |                                            |  |  |                                           |  |
|                                           |                                         | Sofia di Pomerania-Stolp                  |                                                          |  |  |       |  |  |                                            |  |  |                                           |  |